# 俄羅斯的瑪麗亞·尼古拉耶芙娜女大公 (1819年—1876年)
瑪麗亞·尼古拉耶芙娜（俄语：Мария Николаевна，1819年8月18日—1876年2月21日），俄罗斯帝国女大公和洛伊希騰貝格公爵夫人。
瑪麗亞·尼古拉耶芙娜是俄罗斯沙皇尼古拉一世和普鲁士公主夏洛特的女兒。她的父母有一段幸福的婚姻也是称職的父母，一家人生活十分和谐。据说她是尼古拉一世最喜爱的女兒，容貌性格也像他。

## 婚姻生活
1838年10月，巴伐利亚王国国王路德维希一世的侄子马克西米利安，第三代洛伊希騰貝格公爵（约瑟芬·德·博阿尔内的孙子）到访俄罗斯。玛丽亚很快就爱上了英俊的马克西米利安。她的父母并不希望玛丽亚和马克西米利安结婚：马克西米利安是天主教徒，也只是维特尔斯巴赫王朝中比较低级的贵族。男方的母亲奧古斯塔公主也不喜欢俄罗斯人。
尼古拉一世最后允许他们的婚事，但前提是瑪麗亞·尼古拉耶芙娜和丈夫婚后要居住在圣彼得堡。1839年，两人在冬宫结婚。两人和七个孩子都在俄罗斯居住。